# Solani
Solani és un riu d'Uttar Pradesh, Índia, que neix a les muntanyes Siwalik, prop del pas de Mohan, i corre en direcció sud-est principalment pel districte de Saharanpur i finalment desaigua al Ganges després d'un curs de 88 km. Els afluents semblen simples rierols, sovint secs excepte en temps de pluges. També és poca cosa la part superior del riu. Prop de Roorke hi ha un magnífic aqüeducte de rajoles amb 15 arcs que porta l'aigua del Canal Superior del Ganges.

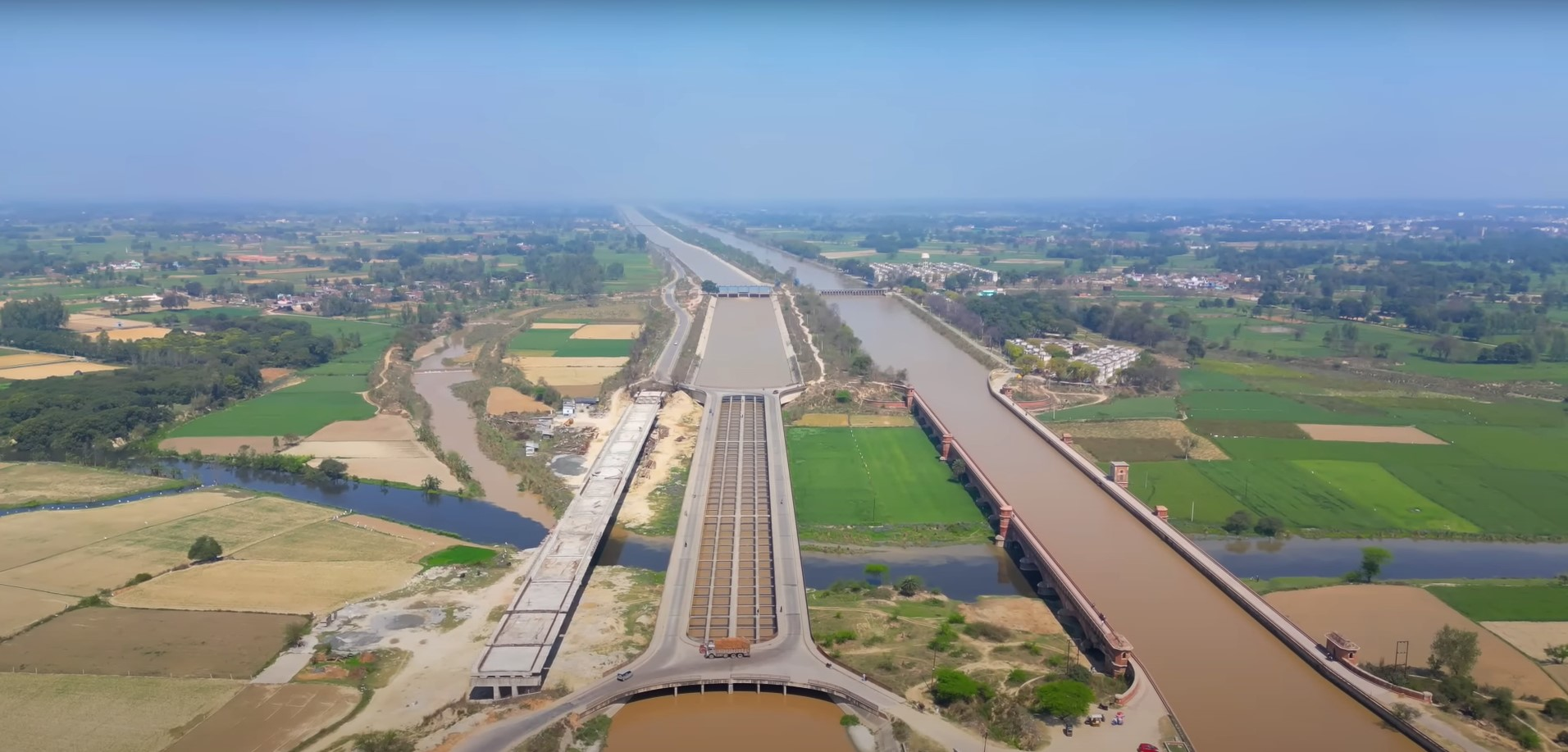
Solani Aquaduct - Canal del Gange